# Arteta (Ezprogui)
Arteta es un despoblado español del municipio de Ezprogui, perteneciente a la Comunidad Foral de Navarra.

## Historia
Hacia mediados del siglo XIX, el lugar, que por entonces formaba ayuntamiento con Guetádar, Julio y Usumbelz, tenía contabilizada una población de veintidós habitantes. Aparece descrito en el segundo volumen del Diccionario geográfico-estadístico-histórico de España y sus posesiones de Ultramar de Pascual Madoz con las siguientes palabras:

ARTETA: l. del valle y arciprestazgo de Aibar, en la prov., aud. terr. y c. g. de Navarra, part. jud. de Aoiz (5 leg.), merind. de Sangüesa, dióc. de Pamplona (6); forma ayunt. con los pueblos Guedatar, Julio y Usumbelz: sit. junto á un barranco y en la falda meridional del monte llamado Gorrio: le combaten todos los vientos escepto el S. y disfruta clima saludable, si bien se padecen algunas intermitentes. Tiene 3 casas y 1 igl. parr. bajo la advocacion de San Andres, aneja de la de Moriones, por cuyo párroco está servida. Confina el térm. por N. con Guetadar, por E. con Loya, (ambos á 1/4 de leg.), por S. con Eslava (3/4), y por O. con Olleta (1). El terreno es montuoso, poco fértil, y muy quebradizo por efecto de las aguas que con frecuencia se desprenden de las alturas, lo que tambien hace que los caminos esten casi intransitables en el invierno: prod. trigo, cebada y avena: cria ganado vacuno, y hay caza de perdices: pobl. 3 vec., 22 alm.: contr. con su ayuntamiento.
(Madoz, 1845, p. 604)